# Eugen Jahnke
Paul Rudolf Eugen Jahnke (né le 30 novembre 1863 à Berlin, mort le 18 octobre 1921 à Berlin) est un mathématicien allemand ,.

## Biographie
Jahnke étudie les mathématiques et la physique à l'Université Humboldt de Berlin, où il obtient son diplôme en 1886. En 1889, il obtient son doctorat de l'Université Martin-Luther de Halle-Wittemberg sous la direction d'Albert Wangerin sur l'intégration des équations différentielles ordinaires du premier ordre . Après cela, il est professeur dans les écoles secondaires de Berlin, où il enseigne simultanément en 1901 à la Technische Hochschule Berlin-Charlottenburg et en 1905, il devient professeur à l'Académie des mines de Berlin, qui fusionne en 1916 avec l'Institut de technologie de Berlin. En 1919, il est recteur de l'Institut de technologie de Berlin .
En 1900, Jahnke présente un article au Congrès international des mathématiciens à Paris . Il est rédacteur en chef des Archives of Mathematics and Physics et contributeur au Yearbook for the Progress of Mathematics. Il écrit un premier livre sur le calcul vectoriel, mais est maintenant principalement connu pour ses tables de fonctions, qui paraissent pour la première fois en 1909. Cela est également traduit en anglais et imprimé dans les années 1960.

## Publications
- Jahnke: Zur Integration von Differentialgleichungen erster Ordnung, in welchen die unabhängige Veränderliche explicite nicht vorkommt, durch eindeutige doppeltperiodische Funktionen (dissertation), 1889 [6]
- Jahnke: Vorlesungen über die Vektorenrechnung - mit Anwendungen auf Geometrie, Mechanik und mathematische Physik (conférences sur l'analyse vectorielle, avec des applications à la géométrie, à la mécanique et à la physique mathématique), Teubner 1905 [7]
- Jahnke (conjointement avec Fritz Emde (de)): Funktionentafeln mit Formeln und Kurven (tableaux de fonctions avec formules et graphiques), Teubner. 1909 [8], 1933, 1945, 7. Auflage 1966, édité par Fritz Emde jusqu'à sa mort en 1951 et plus tard par Friedrich Lösch sous le nom de "Tafeln höherer Funktionen". En Amérique, publié sous le nom de Tables of Functions With Formulas and Curves par Eugene Jahnke et Fritz Emde, Douvres juin 1945